# Eugen Meier
Eugen Meier (Schaffhausen, 1930. április 30. – Bern, 2002. március 26.) válogatott svájci labdarúgó-középpályás.

## Pályafutása
1946–1951 között a Schaffhausen, 1951–1965 között a Young Boys labdarúgója volt.
1953–1962 között 42 alkalommal szerepelt a svájci válogatottban és három gólt szerzett. Részt vett az 1954-es és az 1962-es világbajnokságon.